# Tlenowe kwasy siarki
Tlenowe kwasy siarki – ogólne określenie tlenowych kwasów nieorganicznych, w których atom siarki jest atomem centralnym.

## Przykłady
- kwas sulfoksylowy, kwas siarkowy(II) – H2SO2
- kwas siarkawy, kwas siarkowy(IV) – H2SO3
- kwas siarkowy, kwas siarkowy(VI) – H2SO4
- kwas sulfonowy – HSHO3
- kwas pirosiarkowy, kwas disiarkowy (występuje w oleum) – H2S2O7
- kwas nadtlenosiarkowy, kwas Caro –  H2SO5
- kwas nadtlenodisiarkowy – H2S2O8
- kwas tiosiarkawy, kwas tiosiarkowy(IV) – H2S2O2
- kwas tiosiarkowy, kwas tiosiarkowy(VI) – H2S2O3
- kwas ditionawy, kwas podsiarkawy – H2S2O4
- kwas ditionowy, kwas podsiarkowy – H2S2O6